# Suinzona lopatini
Suinzona lopatini – gatunek chrząszcza z rodziny stonkowatych i podrodziny Chrysomelinae.
Gatunek ten opisany został w 2011 roku przez Mauro Daccordiego i Ge Siqina. Epitet gatunkowy nadano na cześć Igora K. Łopatina.
Chrząszcz o ciele długości od 5,2 do 5,9 mm i szerokości od 3,2 do 3,5 mm. Ubarwiony ciemnorudobrązowo z czarnymi oczami i żółtawobrązowymi: nadustkiem, czułkami, aparatem gębowym i stopami. Głowa o ciemieniu i czole z delikatnym, rzadkim punktowaniem. Nasadowy człon czułków powiększony. Punktowanie przedplecza dwojakie: grube i gęsto rozlokowane punkty, a między nimi jeszcze bardzo delikatne i również gęste punkciki. W tylnych kątach przedplecza brak trichobotriów, a jego boczne krawędzie są słabiej faliste niż u S. bergeali. Rzędy na pokrywach złożone z punktów grubszych niż na przedpleczu; przy szwie i po bokach regularne, a pośrodku nieregularne. Wyrostek przedpiersia połyskujący, pomarszczony i punktowany. Zapiersie wąskie, z przodu obrzeżone. Nieco zakrzywiony edeagus ma szeroki, kotwicowaty wierzchołek z wcięciem przed jego bocznym kątem. Flagellum w formie krótkiej, szerokiej płytki z wierzchołkiem w kształcie głowy węża.
Owad znany tylko z Syczuanu w Chinach.